# Noctis Labyrinthus
Noctis Labyrinthus, "o labirinto da noite", é uma região de Marte entre Valles Marineris e o planalto de Tharsis. Localiza-se no quadrângulo de Phoenicis Lacus. A região se destaca por seu sistema de vales profundos e íngremes que se assemelham a um labirinto. Os vales e cânions dessa região se formaram a partir de falhas geológicas e muitos exibem características de grabens, com a superfície plana da elevação preservada no leito do vale. Em outros locais os leitos dos vales são mais ásperos, afetados por deslizamentos, e em outros locais o solo parece ter afundado em buracos. Especula-se que as falhas geológicas foram desencadeadas pela atividade vulcânica na região de Tharsis. Uma pesquisa, publicada em dezembro de 2009, descobriu uma variedade de minerais -incluindo minerais argilosos, sulfatos, e sílicas hidratadas em algumas das camadas.

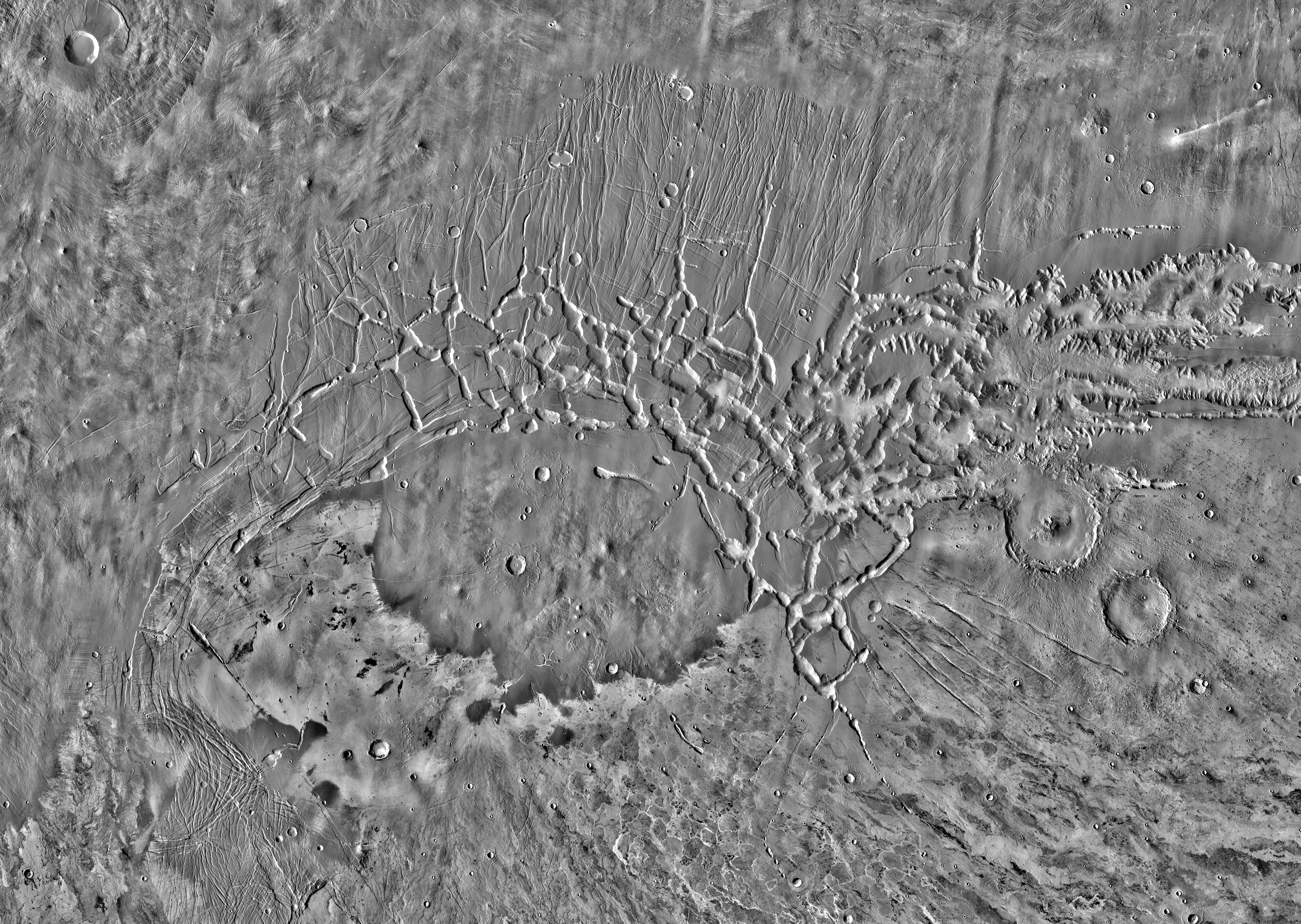
THEMIS mosaico infravermelho dia.
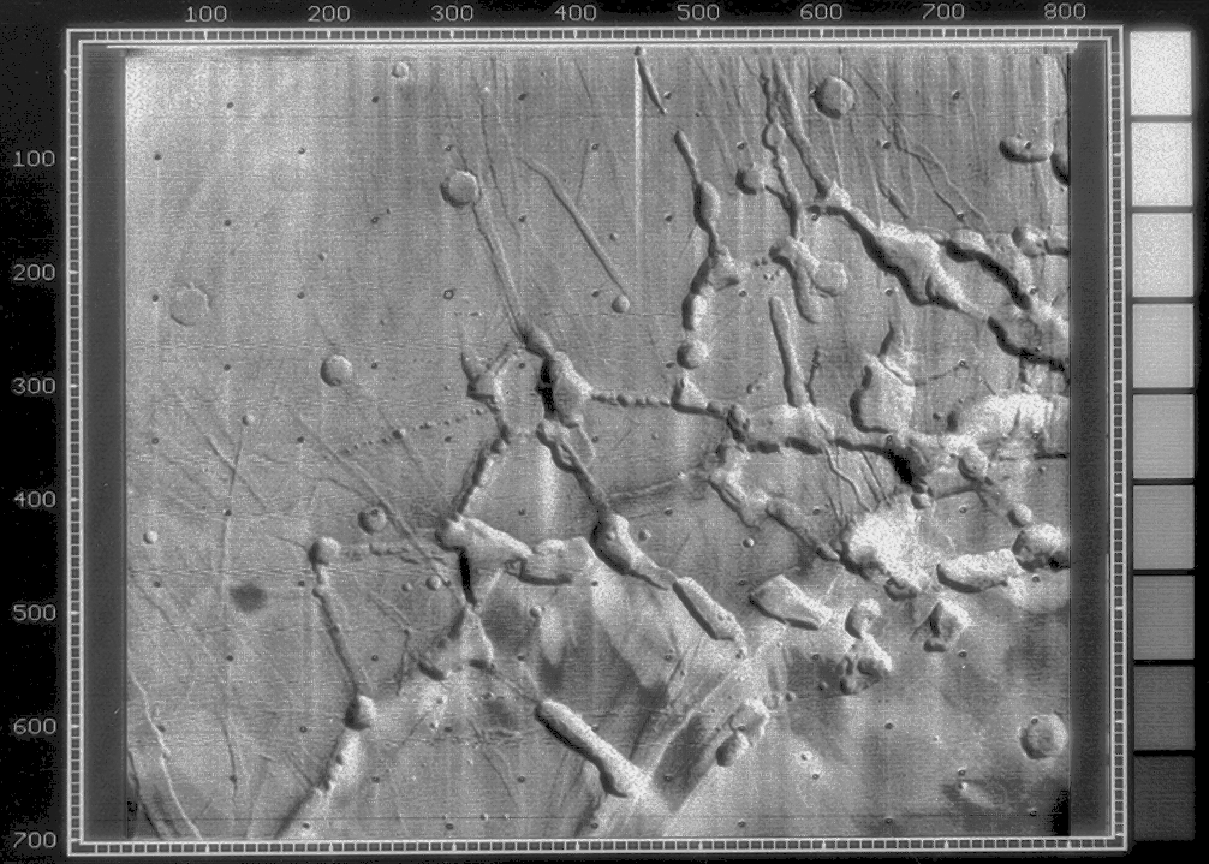
Vista da Mariner 9 do "labirinto" de Noctis Labyrinthus na terminação oeste de Valles Marineris em Marte. Grabens lineares, grooves, e cadeias de crateras dominam essa região, junto a um número de mesas achatadas. Essa imagem abrange aproximadamente 400 km de extensão, centrada a 6 S, 105 W, na borda da elevação de Tharsis. O norte está na parte superior. Imagem localizada no quadrângulo de Phoenicis Lacus.
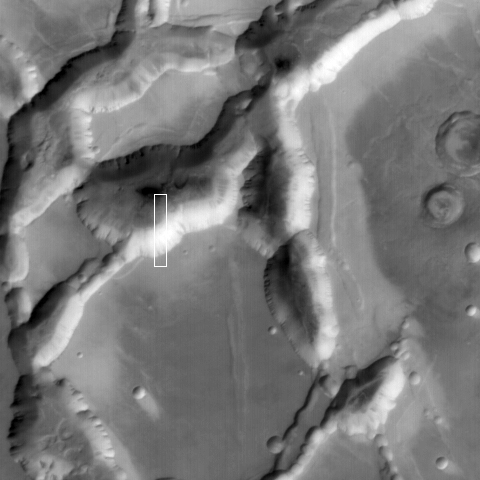
Parte de Noctis Labyrinthus capturado pela Mars Global Surveyor. Cortesia da NASA/Malin Space Science Systems.
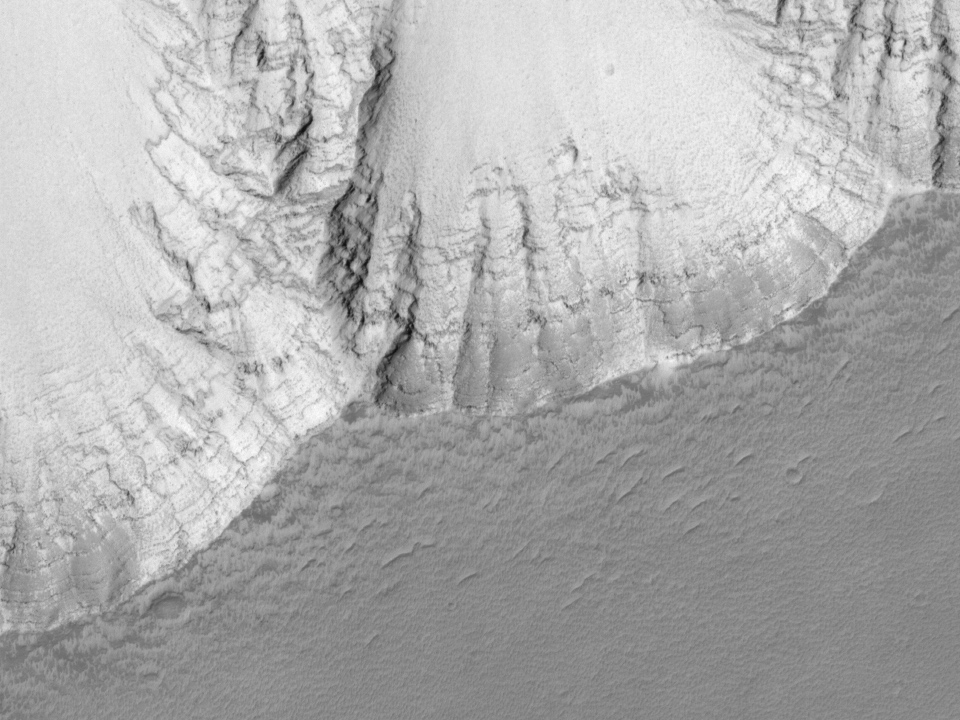
Camadas e uma parede de Noctis Labyrinthus imagem obtida pela Mars Global Surveyor. Cortesia da NASA/Malin Space Science Systems.
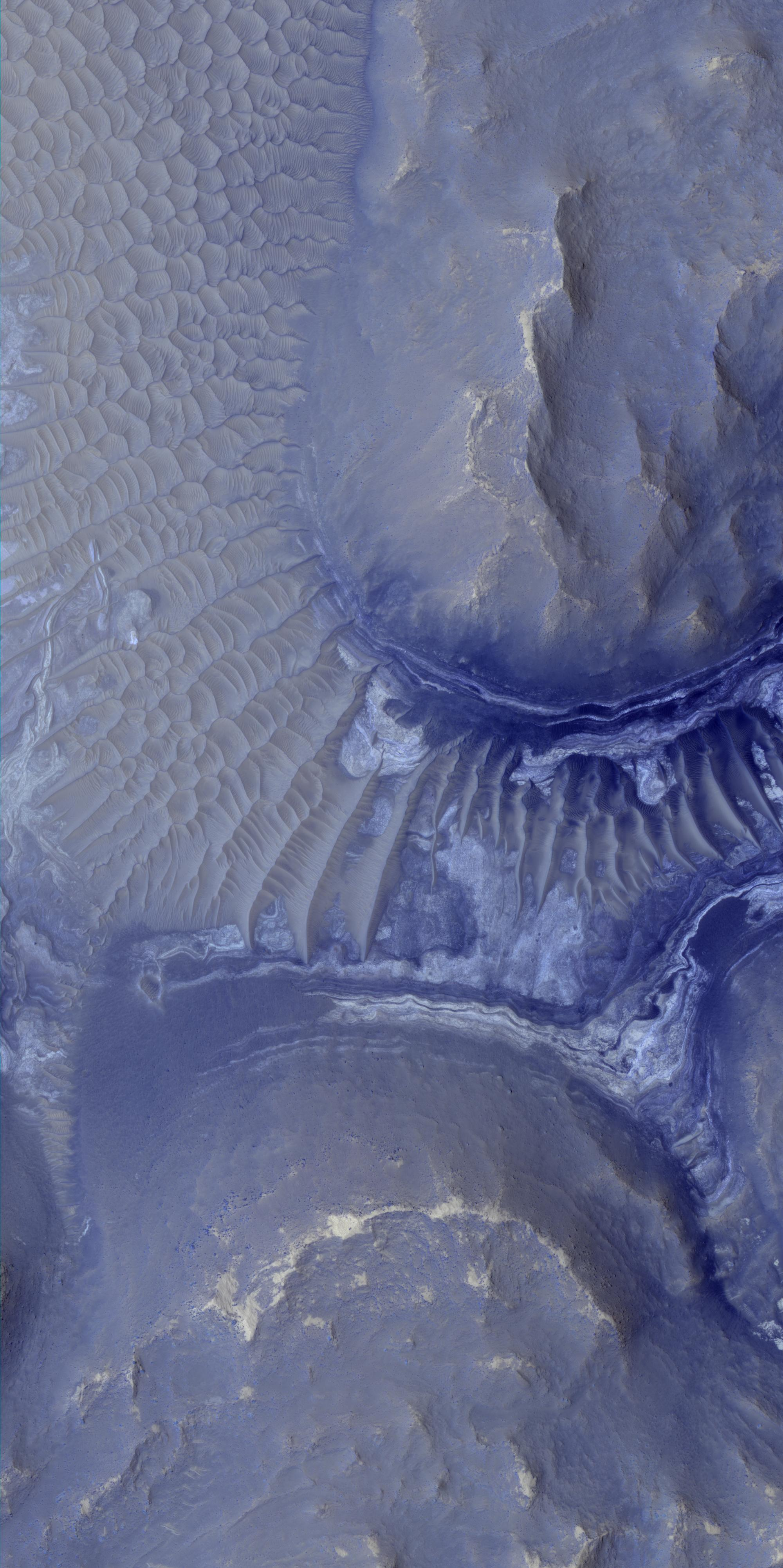
Camadas na porção superior de dois buttes vizinhos dentro da formação de Noctis Labyrinthus em Marte estão visíveis nessa imagem.